# أم طماخ
أم طماخ قرية سوريّة تتبع إداريّاً لمحافظة حلب منطقة جبل سمعان ناحية تل الضمان، بلغ تعداد سكانها 400 نسمة حسب التعداد السكاني لعام 2004.